# جکی و رایان
جکی و رایان (به انگلیسی: Jackie & Ryan) فیلمی محصول سال ۲۰۱۴ و به کارگردانی آمی کینن مان است. در این فیلم بازیگرانی همچون کاترین هیگل، بن بارنز، کلیا دووال، شریل لی، امیلی آلین لیند، رایان بینگم ایفای نقش کرده‌اند.